# Nizozemski Brazil
Ovo je članak o bivšoj nizozemskoj koloniji u Južnoj Americi. Za nizozemsku koloniji u Sjevernoj Americi pogledajte članak Nova Nizozemska. Za povijesni zemljopisni pojam koji se odnosi na Australiju pogledajte članak Nova Holandija (Australija).
Nizozemski Brazil ili Nova Holandija (nizozemski: Nederlands-Brazilië ili Nieuw-Holland) bila je nizozemska kolonija na atlantskoj obali Južne Amerike koja je postojala u 17. stoljeću.
Nizozemska Republika je 1630. kontrolirala veliki dio Brazila s glavnim gradom Recifeom gdje je bilo i lokalno sjedište Nizozemske zapadnoindijske kompanije. Za vrijeme svoje vladavine Nizozemska je promovirala naseljavanje u ovu koloniju. Nakon sukoba s Portugalom Nizozemci su 1654. potpisali kapitulaciju kolonije. Službeno je tek 1661. Nizozemski Brazil ustupljen Portugalu.

## Povijesne okolnosti
Nakon više godina pod španjolskom vlašću, Nizozemska je u 17. stoljeću dobila nezavisnost. Između dvije zemlje je potpisan sporazum prema kojem je Nizozemskoj Republici dopuštena trgovina s portugalskim naseljima u Brazilu koje je kontrolirala Španjolska. Nakon što je 1621. istekao ovaj sporazum i osnovana Nizozemska zapadnoindijska kompanija, izbili su sukobi između portugalskih i nizozemskih doseljenika. 
U prosincu 1623. Nizozemska zapadnoindijska kompanija pod vodstvom Jana Van Dortha krenula je na Salvador koji je tada bio glavni grad Brazila. Nakon njihovog dolaska u grad u svibnju iduće godine, portugalski upravitelj Diogo de Mendonça predao se Nizozemcima. Dana 30. travnja 1625. ujedinjene portugalske i španjolske snage su ponovno zauzele grad.

## Nova Holandija
Godine 1629., Nizozemci su krenuli zauzeti kapetaniju Pernambuco poznatu po uzgoju šećerne trske. Nizozemsku flotu predvodio je Hendrick Corneliszoon Loncq. Nizozemska zapadnoindijska kompanija uspjela je 16. veljače 1630. osvojiti Olindu, te do 3. ožujka i Recife koji je bio glavni grad Pernambuca.
Snažni portugalski otpor predvodio je Matias de Albuquerque koji je uspio spriječiti gradnju nizozemskih utvrda na osvojenim zemljama. Do 1631. Nizozemci su napustili Olindu, a brojni pokušaji za osvajanjem još teritorija bili su neuspješni. Nakon što su Portugalci osvojili Porto Calvo, Nizozemska zapadnoindijska kompanija dala je kontrolu nad Novom Holandijom u ruke Johanu Mauritsu van Nassau-Siegenu. Do 1634., Nizozemci su kontrolirali obalu od Rio Grande do Norte do Cabo de Santo Agostinha. Također su imali i premoć na moru. Mnogi portugalski doseljenici odlučili su živjeti na području kojeg su kontrolirali Nizozemci zato što su nudili sigurnost privatnog vlasništva i vjerske slobode. Godine 1635., Nizozemci su osvojili tri portugalska uporišta : Porto Calvo, Arraial do Bom Jesus i Fort Nazaré. Budući da su ova područja bila važna za uzgoj šećerne trske, koloniji je znatno porasla zarada.

## Mauritsova uprava
Za vrijeme Johan Maurits van Nassau-Siegenove uprave Nova Holandija doživljava modernizaciju. Stvorena su općinska i ruralna vijeća, a u Recifeu su sagrađene nove ceste, ulice i mostovi. Na otoku António Vaz osnovan je grad Mauritsstad (Mauritsov grad) koji je sadržavao prvi američki astronomski opservatorij i meteorološku stanicu. Za vrijeme njegove vlasti vraćena su prava Židovima koji su ranije bili prisilno pokrštavani.
Društvo u Nizozemskom Brazilu bilo je podijeljeno u dvije kategorije:  „Dienaaren“ - koje su činili vojnici, državni službenici i kalvinistički svećenici koje je zapošljavala Nizozemska zapadnoindijska kompanija, te „Vrijburghers“- ili slobodni građani koji su sačinjavali svi ostali doseljenici koji nisu spadali u prvu kategoriju.

## Prestanak postojanja kolonije
Nakon što je Maurits izgubio vlast i Nizozemska zapadnoindijska kompanija je izgubila kontrolu nad kolonijom. Portugalski doseljenici su pokrenuli bunu protiv Nizozemaca koji su do 1645. izgubili Várzea, Serinhaém, Pontal de Nazaré, Fort Porto Calvo i Fort Maurits. Godine 1654., kompanije je izgubila kontrolu nad Recifeom, čime je prestala postojati Nova Holandija.
Sedam godina nakon predaje Recifea, potpisan je mirovni sporazum između Nizozemske i Portugala. Ovim sporazumom poznatim pod nazivom Haški sporazum Portugalci su Nizozemskoj morali platiti četiri milijuna cruzada kako bi nadoknadili štetu koju su Nizozemci pretrpjeli gubitkom vlasti u Brazilu.

## Vanjske poveznice
- Nederlanders in Brazilië 1624-1654
- Nederlands Brazilië  Arhivirana inačica izvorne stranice od 6. veljače 2011. (Wayback Machine)